# Трета пуническа война
Трета пуническа война се води между Рим и Картаген (149 г. пр.н.е. – 146 г. пр.н.е.).

## Предистория
Подклажданите от Рим конфликти с Масиниса, който разширява царството си за сметка на Картаген, подтикват града към неразрешена от Рим война. В отговор Рим обявява война на Картаген.

## Ход на битката
Картагенците капитулират след дебаркирането на двете римски армии, отказвайки доброволно да напуснат града и възобновяват борбата. Изпратеният там Публий Корнелий Сципион Емилиан обсажда пуническата столица и постига целта си и през 146 г. пр.н.е. завладявайки Картаген, който въпреки неговото застъпничество е разрушен, а оцелелите картагенски граждани са продадени в робство.

## Резултат
Картагенската област става част от римската провинция Африка. Триумф на Сципион Емилиан, с прозвище Африкански Млади.
През 122 г. пр.н.е. Римският Сенат гласува Lex Rubria, и в съседство със засипаните със сол останки на Пунически Картаген, започва изграждането на Римски Картаген.
През есента на 1859 г., френска археологическа експедиция под ръководството на Бьоле, член на Френския институт, завършва кампанията си по проучване на античен Картаген с некропола Гамар, разположен в североизточната част на полуострова. Оказва се, че същия съдържа изключително и само еврейски погребения от римската епоха в историята на града (122 г. пр.н.е. – 698 г.).